# Bystřice (vattendrag i Tjeckien, Karlovy Vary)
Bystřice är ett vattendrag i Tjeckien.   Det ligger i regionen Karlovy Vary, i den västra delen av landet, 100 km väster om huvudstaden Prag.